# Kloster Stapehill

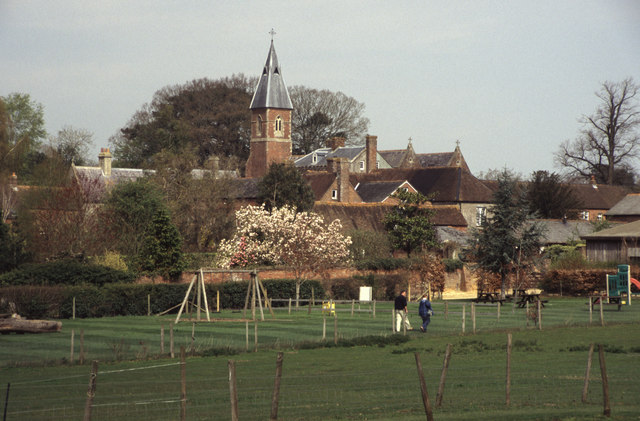
Kloster Stapehill

Kloster Stapehill war von 1802 bis 1991 ein Kloster der Trappistinnen in Dorset, England.

## Geschichte
Die 1800 unter der Führung von Augustin de Lestrange aus dem russischen Exil in Orscha heimkehrenden Trappisten und Trappistinnen des Klosters Kartause La Valsainte in der Schweiz trennten sich in Hamburg-Hamm. Eine Gruppe zog weiter nach Kloster Darfeld-Rosenthal, eine zweite nach La Valsainte, und eine dritte setzte im März 1801 nach England über, lebte in Hammersmith und reiste im Oktober 1802 nach Dorset. Am 13. November 1802 zog die Oberin Augustin de Chabannes mit drei Mitschwestern, einer Juniornonne und 5 Novizen feierlich in das am 21. Oktober (offiziell von Jean-Baptiste Desnoyers gegründete) Kloster Sainte Croix Notre Dame de la Trappe (englisch: Holy Cross Abbey) in Stapehill, östlich Wimborne Minster, in 25 km Entfernung vom Trappistenkloster Lulworth (dessen Prior Desnoyers war).
Während der Herrschaft der hundert Tage suchte Lestrange 1815 Zuflucht im Kloster. Wegen der durch die Strenge der Lestrange-Reform bestehenden überdurchschnittlichen Sterblichkeit im Kloster erwirkte Oberin Chabannes zusammen mit dem Ortsbischof 1824 vom Papst eine Verfügung, die das Kloster der Aufsicht durch Lestrange entzog und stattdessen dem Ortsbischof unterstellte (bestätigt 1825 durch die Kongregation für die Glaubenslehre). Dieses offizielle Ausscheiden aus dem Trappistenorden wurde 1915 rückgängig gemacht.
Kloster Stapehill gründete 1932 das Kloster Glencairn (St. Mary’s Abbey, Glencairn, bei Lismore in Irland). Stapehill hatte bis 1991 am Ort Bestand. Dann verließen die Nonnen den Ort und bezogen den Neubau Kloster Whitland (Holy Cross Abbey im Pembrokeshire), unweit der Ruine Whitland Abbey (die in Carmarthenshire liegt).

### Priorinnen und Äbtissinnen

#### Priorinnen
- Augustin de Chabannes (1801–1844)
- Mary Joseph Troy (1844–1847)
- Alysia O’Brien (1847–1853)
- Josephine Campion (1853–1871)
- Cecilia Keats (1871–1882)
- Margaret Dillon (1882–1885)
- Agnes Rolls (1885–1888)
- Margaet Dillon (1888–1891)
- Alberic Lloyd-Anstrutter (1891–1894)
- Agnes Rolls (1894–1900)
- Malachy Ryan (1900–1903)
- Scholastica Shean (1903–1913)
- Maura Perry (1913–1927)

#### Äbtissinnen
- Maura Perry (1927–1935, Gründungsäbtissin von Glencairn)
- Paula Turner (1935–1941)
- Bernard Payne (1941–1956)
- Laurence Pickthorn (1956–1974)
- Bede Deall (1974–1980)
- Catherine Priest (1980–1987)
- Columba Guare, Superior ad nutum („abwählbar“) (1987–1989)
- Catherine Priest, Sup. ad nutum (1989–1995)